# Åsa Svensson
Åsa Svensson (* 16. Juni 1975 als Åsa Carlsson in Surahammar) ist eine ehemalige schwedische Tennisspielerin.

## Karriere
Svensson, die vor ihrer Heirat mit Niclas Svensson im Dezember 2001 unter ihrem Geburtsnamen Carlsson antrat, gewann in ihrer Profikarriere zwei Einzel- und sieben Doppeltitel auf der WTA Tour.
Als Juniorin erreichte sie das Doppel-Finale der Australian Open 1993, das sie an der Seite von Cătălina Cristea gegen Joana Manta/Ludmila Richterová mit 3:6 und 4:6 verlor.
1999 stand sie zusammen mit Jonas Björkman für Schweden im Finale des Hopman Cup.
Von 1993 bis 2002 bestritt sie 42 Partien für die schwedische Fed-Cup-Mannschaft, von denen sie 23 gewann.

## Turniersiege

### Einzel
| Nr. | Datum             | Turnier      | Kategorie    | Belag     | Finalgegnerin | Ergebnis      |
| --- | ----------------- | ------------ | ------------ | --------- | ------------- | ------------- |
| 1.  | 14. November 1999 | Kuala Lumpur | WTA Tier III | Hartplatz | Erika de Lone | 6:2, 6:4      |
| 2.  | 5. Mai 2002       | Bol          | WTA Tier III | Sand      | Iva Majoli    | 6:3, 4:6, 6:1 |

### Doppel
| Nr. | Datum             | Turnier    | Kategorie    | Belag           | Partnerin           | Finalgegnerinnen                                 | Ergebnis       |
| --- | ----------------- | ---------- | ------------ | --------------- | ------------------- | ------------------------------------------------ | -------------- |
| 1.  | 21. November 1999 | Pattaya    | WTA Tier IVb | Hartplatz       | Émilie Loit         | Jewgenija Kulikowskaja Patricia Wartusch         | 6:1, 6:4       |
| 2.  | 20. Februar 2000  | Hannover   | WTA Tier II  | Teppich (Halle) | Natallja Swerawa    | Silvia Farina Elia Karina Habšudová              | 6:3, 6:4       |
| 3.  | 29. Juli 2001     | Casablanca | WTA Tier V   | Sand            | Ljubomira Batschewa | María José Martínez Sánchez María Emilia Salerni | 6:3, 6:74, 6:1 |
| 4.  | 1. November 2001  | Pattaya    | WTA Tier V   | Hartplatz       | Iroda Toʻlaganova   | Liezel Huber Wynne Prakusya                      | 4:6, 6:3, 6:3  |
| 5.  | 23. Februar 2003  | Bogotá     | WTA Tier III | Sand            | Katarina Srebotnik  | Tina Križan Tetjana Perebyjnis                   | 6:2, 6:1       |
| 6.  | 2. März 2003      | Acapulco   | WTA Tier III | Sand            | Émilie Loit         | Petra Mandula Patricia Wartusch                  | 6:3, 6:1       |
| 7.  | 22. Februar 2004  | Memphis    | WTA Tier III | Teppich (Halle) | Meilen Tu           | Marija Scharapowa Wera Swonarjowa                | 6:4, 7:60      |

## Abschneiden bei Grand-Slam Turnieren

### Einzel
| Turnier         | 1994 | 1995 | 1996 | 1997 | 1998 | 1999 | 2000 | 2001 | 2002 | 2003 | 2004 | Bilanz | Karriere |
| --------------- | ---- | ---- | ---- | ---- | ---- | ---- | ---- | ---- | ---- | ---- | ---- | ------ | -------- |
| Australian Open | —    | 1    | 2    | 3    | 2    | 2    | 3    | 1    | 3    | 1    | 1    | 9:10   | 3        |
| French Open     | 1    | 1    | 1    | 1    | 3    | 3    | AF   | 2    | 2    | —    | —    | 9:9    | AF       |
| Wimbledon       | 1    | 1    | 1    | 1    | 2    | 1    | 1    | 1    | 1    | —    | —    | 1:9    | 2        |
| US Open         | 2    | 2    | AF   | 1    | 2    | 2    | 1    | 2    | 1    | —    | —    | 8:9    | AF       |

### Doppel
| Turnier         | 1994 | 1995 | 1996 | 1997 | 1998 | 1999 | 2000 | 2001 | 2002 | 2003 | 2004 | Bilanz | Karriere |
| --------------- | ---- | ---- | ---- | ---- | ---- | ---- | ---- | ---- | ---- | ---- | ---- | ------ | -------- |
| Australian Open | 2    | 1    | 1    | 1    | 1    | AF   | 2    | AF   | 2    | 2    | 2    | 9:11   | AF       |
| French Open     | 1    | 2    | 2    | 1    | 1    | 1    | 1    | 2    | 2    | —    | 1    | 4:10   | 2        |
| Wimbledon       | 2    | 2    | 2    | 1    | —    | 1    | 2    | 1    | 2    | —    | 1    | 5:9    | 2        |
| US Open         | 1    | 1    | 2    | 1    | 1    | 1    | 2    | 1    | AF   | —    | 2    | 5:10   | AF       |